# Danskernes Historie Online
Danskernes Historie Online (tidligere Slægtsforskernes Bibliotek) blev etableret i 2012 af den almennyttige forening Danske Slægtsforskere. Etableringen var et resultat af en omfattende samling bøger, som Rigsarkivet donerede til Slægtsforskernes Bibliotek på daværende tidspunkt.
I fra 2013 har det været muligt at søge i samlingens bibliografiske data.
Siden da har mange biblioteker, arkiver og privatpersoner doneret bøger til biblioteket, hvis bestand i dag er omkring 80.000 værker, hovedsagelig inden for kategorierne historie, lokalhistorie, slægtshistorie, arkivregistraturer, referenceværker og hjælpemidler. Rigsarkivet har i august 2021 doneret yderligere 4.000 bøger til biblioteket.
Det er Danskernes Historie Onlines primære formål at digitalisere litteratur inden for de nævnte emner. I løbet af 2023 nåede biblioteket en bestand af omkring 40.000 online værker, der alle er fritekst-søgbare. Biblioteket er i dag Danmarks største digitaliseringsprojekt med retrodigitalisering af litteratur om danskernes historie.
I marts 2019 modtog biblioteket hædrende omtale og 2. pladsen ved uddelingen af den historiske fornyelsespris ved Historiske Dage. I begrundelsen hed det bl.a. ”Slægtsforskernes bibliotek blev ligeledes hædret under prisuddelingen på historiefestivalen, fordi projektet gennem digitalisering har skabt et stort forrådskammer, hvor historieinteresserede borgere frit kan boltre sig.”
I september 2020 modtog biblioteket og de frivillige årets slægtsforskerpris, uddelt ved Slægtshistorisk Weekend.
Biblioteket Frederiksberg besluttede i 2020 at overdrage den omfattende Genealogisk Samling bestående af slægts- og personalhistorisk litteratur til biblioteket henblik på digitalisering. De mange bøger, skønsmæssigt mellem 5.000 og 6.000 titler, ankom til biblioteket i 2021.
I 2021 besluttede Rigsarkivet at donere Hærens Arkivs Bibliotek på omkring 200 hyldemeter til Slægtsforskernes Bibliotek.
Biblioteket skiftede i august 2023 navn til "Danskernes Historie Online" i erkendelse af, at det er hele Danmarks online-bibliotek med adgang til et bredt spektrum af faglitteratur om danskernes historie.